# Балканском улицом
Балканском улицом је српска ток-шоу телевизијска емисија ауторке и водитељке Весне Дедић коју емитује Блиц ТВ. Премијерно је емитована од 2000. до 2005. на телевизији ТВ Политика, касније од 15. јануара 2005. на РТС 2 и од 2006. године на РТС 1. Од 9. јуна 2020. до 2022. године емитована је на каналу Нова.

## Концепт емисије
Балканском улицом је портретска емисија у којој гости - признати уметници, спортисти, новинари, адвокати, лекари - говоре о тренуцима свог доласка у Београд, са железничке станице, Балканском улицом.
Емисија је популарност и епитет „култна” стекла пре свега избором врхунских саговорника који су стекли поверење ауторке Весне Дедић и пристали да (неки и по први и једини пут) пред телевизијским камерама испричају своју животну причу.
Значајан сегмент емисије чине инсерти из богате архиве Телевизије Београд, која је пратила рад већине саговорника емисије Балканском улицом.
До јесени 2016. године, кроз емисију је прошло око 500 значајних личности, које су својим искреним исповестима код телевизијских гледалаца изазивале и сузе и смех.

## Гости
До сада је у емисији гостовало преко петсто значајних личности, међу којима су књижевници Матија Бећковић, Момо Капор, Милорад Павић, Раша Попов, сликари Љуба Поповић и Оља Ивањицки, глумци Оливера Катарина, Ружица Сокић, Сека Саблић, Соња Савић, Бата Живојиновић, Јосиф Татић, Лазар Ристовски, Милорад Мандић Манда, Предраг Ејдус, Небојша Глоговац, Бранка Веселиновић, музички уметници Шабан Бајрамовић, Есма Реџепова, Цуне Гојковић, Слађана Милошевић, Лепа Брена, Тереза Кесовија, Горан Бреговић, Кемал Монтено, спортисти Драган Џајић, Дејан Савић, Владимир Грбић, Дејан Бодирога, Наташа Ковачевић, новинари Вања Булић и Слободан Шаренац, лекари Зорица Црногорац, Радан Џодић и други...